# 재니스 이언
재니스 이언(Janis Ian, 1951년 4월 7일 ~ )은 미국의 가수이다.